# M90 (Машрік)
M90 — є основним маршрутом зі сходу на захід у міжнародній мережі доріг Арабського Машрiку, що з’єднує міста Доха та Аль Дарб. Дорога починається в Досі, а потім пролягає через Харад, Ель-Хардж, Сулайїл і Абгу до Аль Дарба. Дорога пролягає через дві країни, а саме Катар і Саудівську Аравію.
M90 також є частиною M5 між Сальва і Батаа.

## Номери національних доріг
M90 проходить через такі номери національних доріг зі сходу на захід:
| Номер             | Маршрут                  |
| Катар             | Катар                    |
| ----------------- | ------------------------ |
| Q5                | Доха - Саудівська Аравія |
| Саудівська Аравія |                          |
| -                 | Катар - Сальва           |
| 95                | Сальва - Бата'а          |
| 10                | Батаа - Аль Дарб         |